# Can Santvicenç
Can Sant Vicenç és una masia annexada a la capella de Sant Vicenç de les Roquetes (municipi de Sant Julià de Ramis, el Gironès) que antigament era el convent. Protegida com a bé cultural d'interès local està quasi tota ensorrada i només resta dempeus la façana (crugia de la façana). L'accés és per porta de llinda plana amb inscripcions "DOMIHS PROR / S VICENTI DE RUPE". Al damunt hi ha una finestra de llinda plana amb un motiu floral gòtic, bisellada per un quart de canya i amb un ampit sortint de formes escairades. La façana es clou amb un ràfec força sortit. L'interior, per l'entrada, dona a l'escala que puja a la sala. Tot el darrere que dona a la muntanya està ensorrat i ple de vegetació. La finestra té un festejador amb espitllera. El ràfec té restes de calç blanca formant triangles. Per l'interior de la masia, a la planta pis, s'accedeix al cor de Sant Vicenç.